# ليندا فيليبس
ليندا فيليبس (بالإنجليزية: Linda Phillips)‏ هي عازفة بيانو وملحنة وناقدة أسترالية، ولدت في 1899، وتوفيت في 8 أكتوبر 2002.